# Lilek rajčenka
Lilek rajčenka (Solanum betaceum), česky též rajčenka řepovitá, je nízký strom nebo keř, který plodí exotické ovoce nazývané rajčenka nebo tamarilo. Je to subtropický druh širokého rodu lilek (Solanum), kde je řazen do podrodu Bassovia a sekce Pachyphylla. Před začleněním rodu Cyphomandra do rodu Solanum se pro lilek rajčenku používalo vědecké jméno Cyphomandra betacea.
Název tamarillo (počeštěno tamarilo) vznikl až okolo roku 1970 na Novém Zélandu (je maorského původu) a stal se mezinárodním obchodním označení pro tyto plody.

## Rozšíření
Druh pochází ze subtropů, z nevysokohorských partií And (Bolívie, Ekvádor, Chile, Peru), odkud se rozšířil po Jižní Americe (Argentina, Brazílie, Kolumbie, Venezuela), po Střední Americe (Guatemala, Kostarika, Karibik) a do jižních částí Severní Ameriky (Florida, Kalifornie). Následně byl rozšířen do východní a jižní Afriky a jižní Asie (Indie, Malajsie, Srí Lanka), na Papuu Novou Guineu, do severních oblastí Austrálie a roku 1920 se začal pěstovat na Novém Zélandu.

## Popis

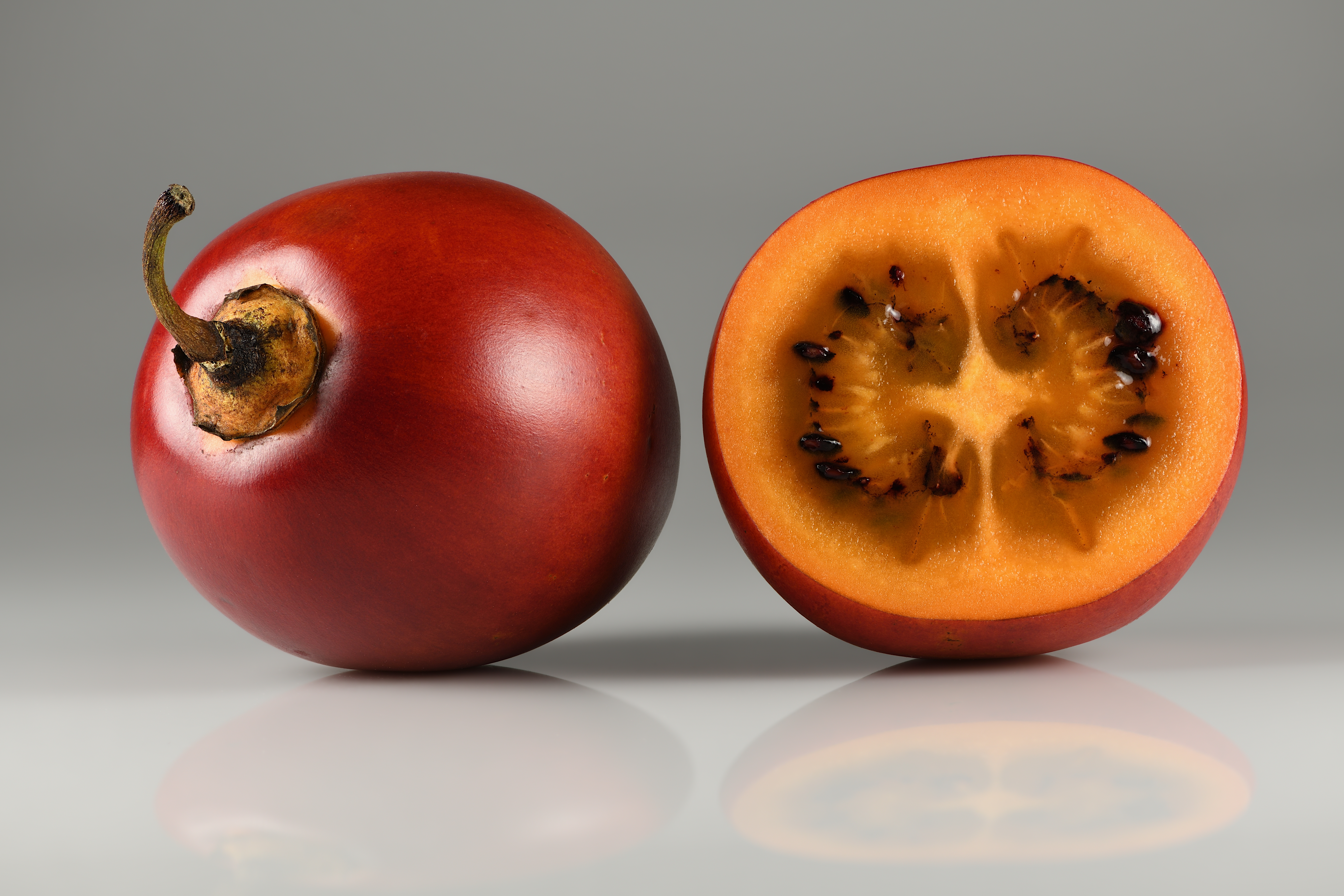
Zralé plody rajčenky

Lilek rajčenka je stálezelený, nevysoký, obvykle 3,5 až 5 m vysoký strom s mělkými kořeny. Jeho řídké větve jsou hustě žláznatě pýřité a jsou porostlé střídavými listy 10 až 30 cm dlouhými a 5 až 10 cm širokými s 2 cm řapíky. Listové čepele jsou lesklé, slabě dužnaté, vejčité, u báze srdčité, po obvodě celokrajné, na vrcholu krátce špičaté a výrazně žilkované.
Pětičetné, oboupohlavné květy na dlouhých stopkách vyrůstají ve volných shlucích. Vonící květy bývají až 2 cm široké, mají pět nafialovělých kališních plátků asi 3 mm velkých a pět světle růžových, volných, voskovitých, podlouhlých, nazpět ohnutých, cípatých korunních plátků asi 1 cm dlouhých. Ve středu květu vyrůstá pět tyčinek se žlutými nitkami a prašníky a semeník s jednou čnělkou s bliznou. Kvetou po celý rok, často i v době, kdy již zrají prvé plody.
Ze hmyzem opylených květů vyrostou visící, až 8 cm dlouhé, vejčitě elipsovité, zelené bobule, které ve zralosti mohou mít barvu purpurovou, krvavě červenou, oranžovou, červenou nebo žlutou. Jejich dužina je zbarvená žlutě až oranžovo červeně. Plody mají v přihrádkách černá, kruhovitá, plochá semena, která jsou výrazně hořká a tvoří asi třetinu plodu. Slupka plodu je tenká, hladké, lesklá a je také silně hořká.

## Význam
Lilek rajčenka se pěstuje pro své plody, které ve zralosti voní po ananasu či jahodě a obsahují vitamín C a hodně dalších, pro tělo potřebných minerálů. Plody se sklízejí postupně jak dozrávají a protože mají tvrdou slupku a pevnou dužinu, mohou být v papírových krabicích zasílány i na velké vzdálenosti. Dužina je poněkud kyselejší a přidává se do míchaných limonád a ovocných salátů, může se také dusit a přidávat do polévek a omáček obdobně jako rajčata. Plody lze konzumovat syrové, například sypané cukrem, solí nebo pepřem a případně po rozpůlení grilovat jako zeleninu. Před konzumaci nutno stáhnout hořkou slupku, nejlépe ponořením do horké vody. Obsahují hodně pektinu a lze z nich snadno připravit džemy a čatní.

## Pěstování
K rozmnožování se vysévají krátkodobě mrazem stratifikovaná semena, která do týdne vyklíčí. Častěji se rozmnožují řízky, ze kterých vyrůstají stromy s níže posazenými větvemi. Mladé rostlinky se vysazují na plantáže do úrodné, lehké a propustné půdy, na zamokřených stanovištích brzy uhynou. Nedokážou si však zajistit vodu z větší hloubky a potřebují v mládí mulčování a případně i zavlažování, v průběhu intenzivního využívání je nutno je hnojit a prořezávat. Dospělé stromy špatně snáší pokles teploty k 0 °C, mladé chlad zcela zničí.
Stromy plytce koření a ty vysoké a obtěžkané plody jsou často větrem vyvrácené nebo lámané. Na plantážích proto jsou, i pro usnadnění sběru, udržované řezem na nižší výšku a bývají sazeny šikmo pod úhlem 45° až 60°. Prvé plody mají asi ve dvou létech, ve čtyřech již plně plodí a průměrně se dožívají dvanácti let. Ze stromu v plné síle se sklidí průměrně asi 60 kg ovoce za rok.
Rostliny bývají napadané padlím, které snižuje výnosy a poškozuje plody. Na jejich listech se živí housenky motýlů kovoleskleců a často i mšice. Dozrávajícími plody se zase živí hmyzí larvy vrtulí rodu Anastrepha a hnilenek rodu Silba.

## Galerie

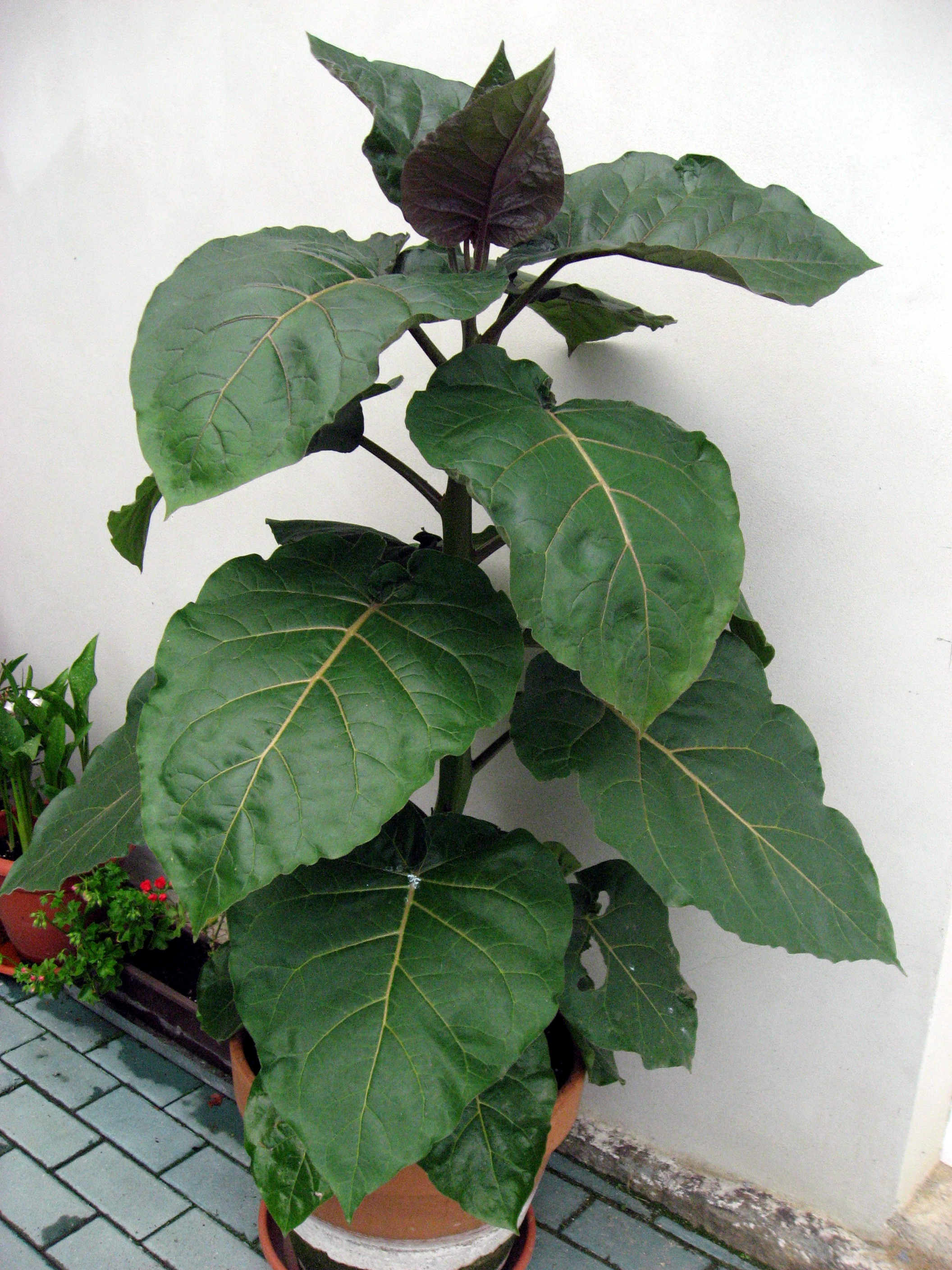
Mladá rostlina
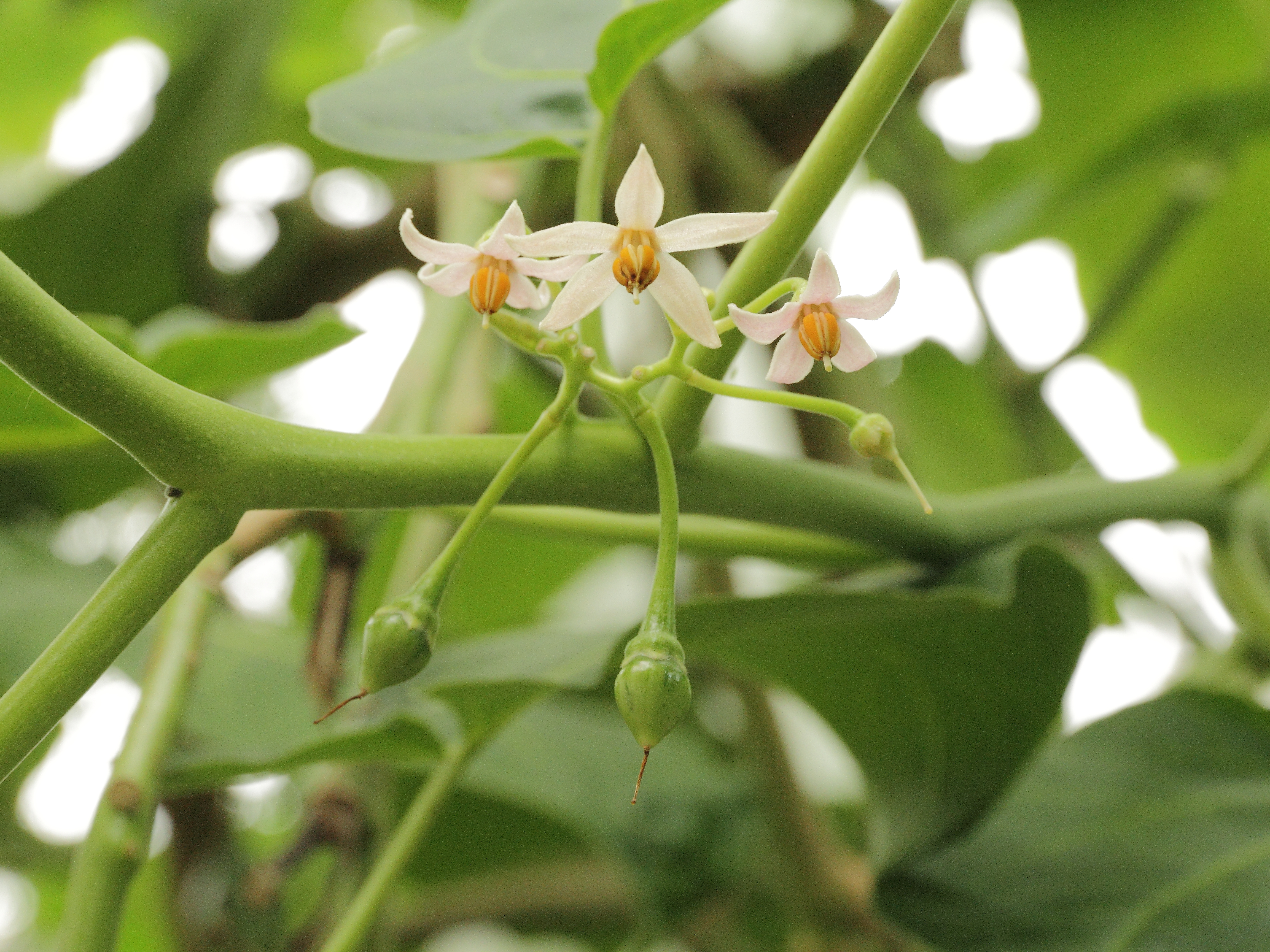
Květy
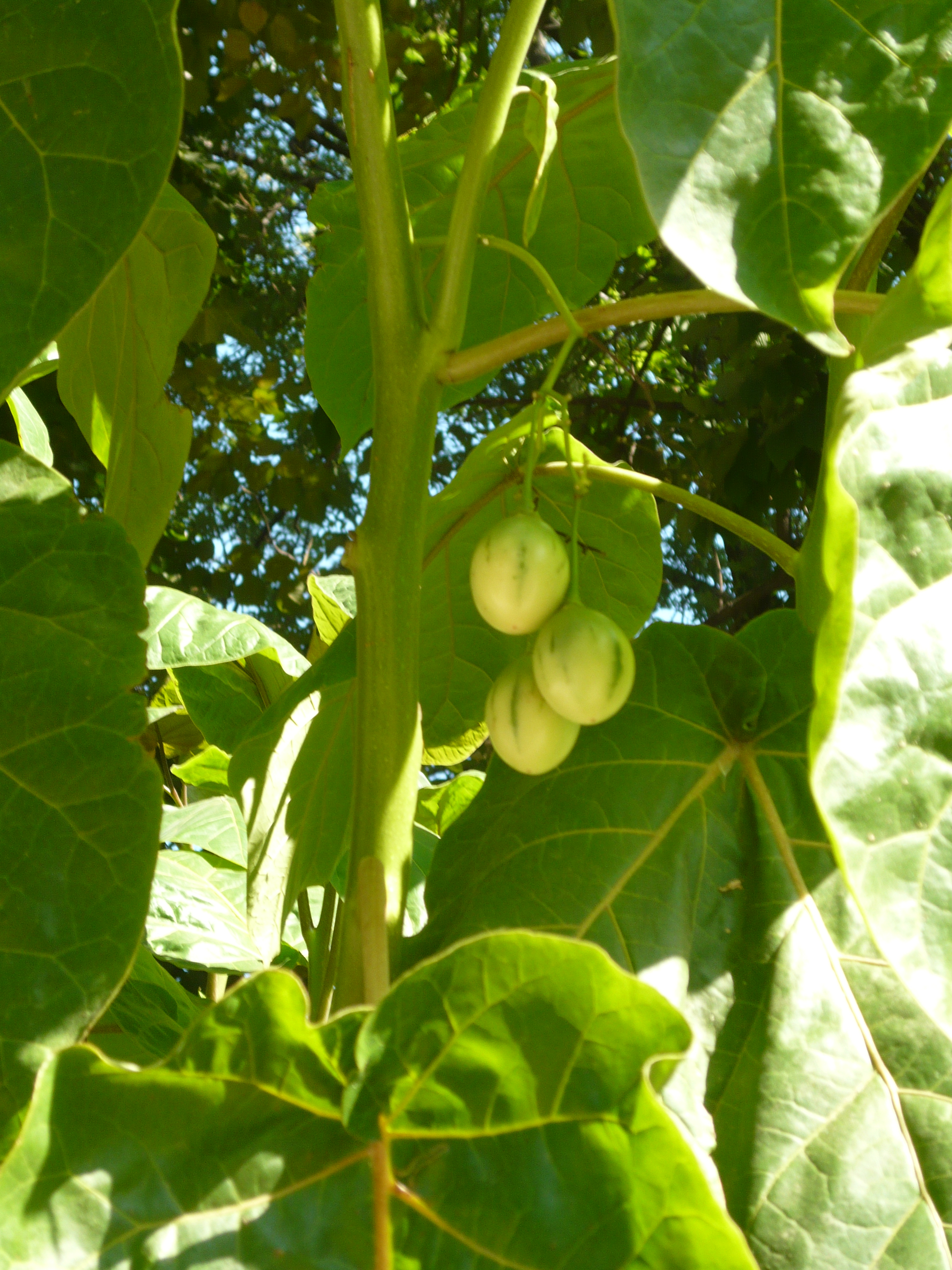
Nezralé plody
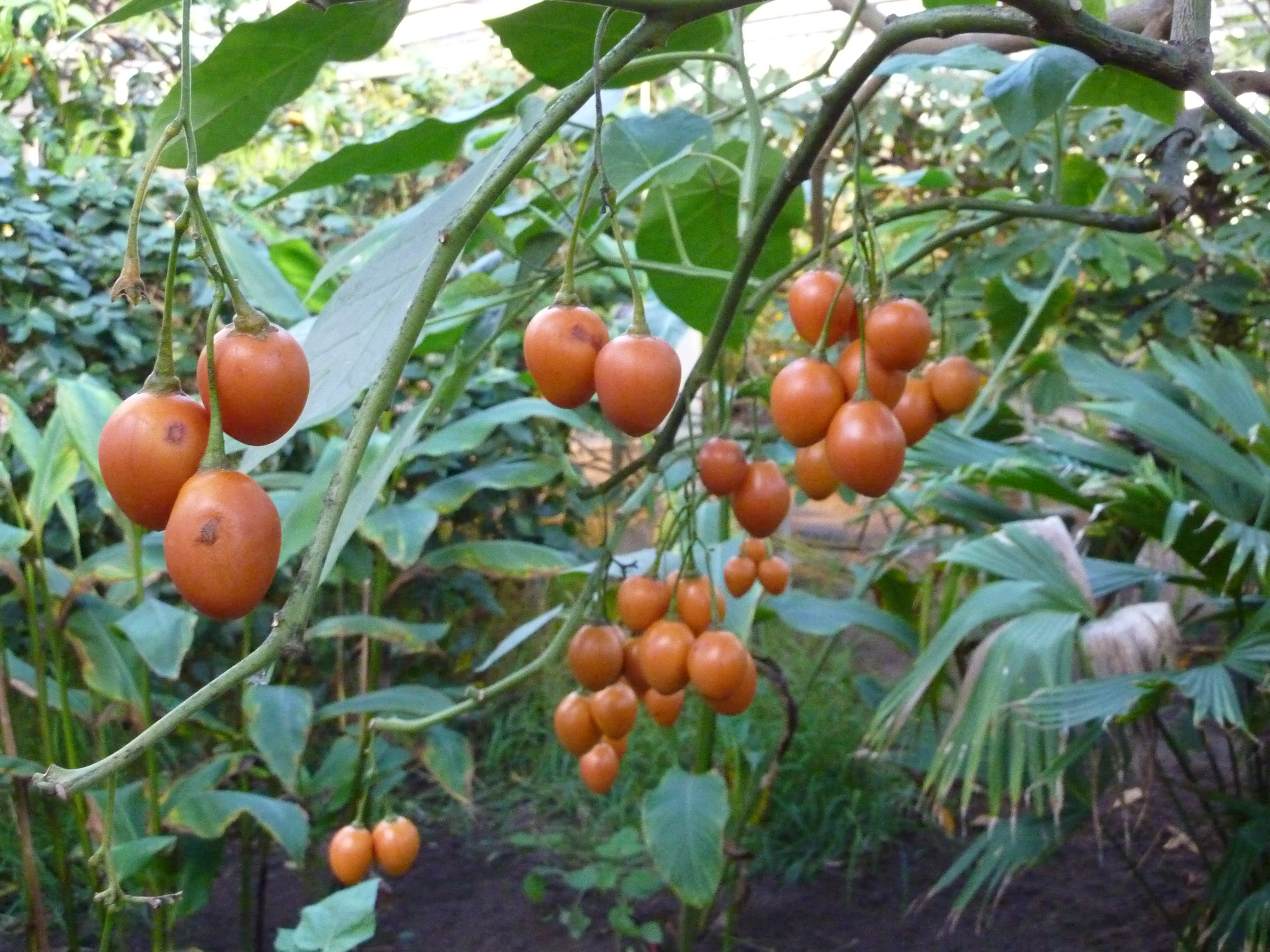
Zralé plody